# Pampa (poète)
Pour les articles homonymes, voir Pampa (homonymie).
Cette page contient des caractères d'alphasyllabaires indiens. En cas de problème, consultez Aide:Unicode.
Œuvres principales
Ādipurāṇa, Vikramarjuna Vijaya
Pampa, parfois nommé Ādikavi Pampa (trad. Pampa, le 1er poète) ou Ādi Pampa (trad. le 1er Pampa), né vers 902 peut-être dans ce qui est aujourd'hui le district de Karimnagar dans l'état du Telangana en Inde, est un poète jaïn de langue kannada connu pour avoir écrit dans cette langue les deux épopées Ādipurāṇa et Vikramarjuna Vijaya.

## Biographie
Pampa, en kannada ಪಂಪ (Pampa), doit son renom à deux épopées qu'il a composées en vieux kannada (en) au milieu du Xe siècle. On ne sait de lui que ce qu'il laisse entendre de lui-même dans ses deux poèmes ainsi que ce que disent quelques lignes gravées sur une stèle érigée en l'honneur de son jeune frère Jinavallabha située sur la colline Bommalamma Gutta dans le village de Kurikyala,,. Ces informations très parcellaires imprécises et parfois contradictoires permettent cependant de tracer son portrait.
Pampa est né en 902 ou 903 peut-être au Sabbi Nadu, une région faisant actuellement partie du district de Karimnagar dans l'état du Telangana en Inde. Son père Bhima ou Bhimapayya était un brahmane kamma (en) originaire de la région de Vengi (en) sur la côte de l'actuel Andhra Pradesh. Il a épousé la foi jaïn et s'est installé au Sabbi Nadu, une région sous le contrôle des Chalukya de Vemulavada (en) où le jaïnisme était alors très présent. Là, il aurait épousé la mère de Pampa, Abbanabbe, la fille d'un astrologue d'Annigeri (en) dans l'actuel district de Dharwad au Karnataka. Pampa a un frère plus jeune nommé Jinavallabha qui est devenu un poète reconnu.
Plus tard, il se lie à Arikesari II (en), le souverain de la dynastie des Chalukya du royaume de Vemulavada (en) recouvrant actuellement l'état de Telangana dont il devient un officier militaire et un conseiller. Poète à sa cour, il écrit à partir de l'âge de 39 ans deux épopées qui ont traversé le temps : Ādipurāṇa et Vikramarjuna Vijaya. Arikesari lui confère le titre de kavitā-guṇārṇava qui peut se traduire par Océan de poésie vertueuse, et lui offre un agrahara (en) nommé Dharmavura en récompense de Vikramarjuna Vijaya.
Selon une tradition locale, Pampa se serait ensuite retiré dans l'ascèse jaïne et serait mort dans le village de Munipampa nommé ainsi en son honneur,.

## Œuvres
Pampa a composé en kannada deux œuvres, Ādipurāṇa et Vikramarjuna Vijaya, qui constituent les plus anciens témoignages connus et complets d'une tradition littéraire dans cette langue.

## Controverse linguistique
Tout comme l'inscription de Jinavallabha sur la colline Bommalamma Gutta est écrite en sanskrit, kannada et télougou, il est très probable que Pampa ait parlé ces trois langues. Il n'est cependant connu que comme un auteur de langue kannada, antérieur d'environ un siècle à Nannayya, le plus ancien poète de langue télougou.
En 1974, l'historien Sitarama Jagirdar étudie un samādhi (en) tombé à terre au cours de travaux de terrassement à Bodhan (en), dans le district de Nizamabad au Telangana. Il relève sur le cénotaphe neuf lignes de sanskrit écrit en alphasyllabaire kannada ou télougou qui rappellent la mémoire d'un saint jaïn nommé Subhanandi. Si le nom de Pampa n'est pas mentionné, Jagadir note que la tradition locale associe ce saint au poète, et qu'il se décrit lui-même sous le nom de Subha dans Ādipurāṇa . Considérant à la lecture des deux épopées de Pampa qu'il est possible qu'il ait vécu à Bodhan et qu'il se soit retiré là dans l'ascèse sous le nom de Subhanandi, l'historien en déduit que le samādhi est bien celui de Pampa, ancrant ainsi le poète dans cette ville. Cette conclusion n'est pas confirmée par des analyses ultérieures.
Peu après, en 1976, Nidudavolu Venkatarao (en) identifie le poète de langue télougou Padmakavi avec Pampa; argumentant que « Pampa » tout comme « Padma » sont des variantes de « Padmaprabha », le sixième tirthankara du jaïnisme. De ce fait, il attribue à Pampa Jinendra Purana, une œuvre en télougou de Padmakavi qui n'est connue que par quelques vers préservés dans une anthologie du XVIe siècle. Cela lui permet d'avancer la date de la plus ancienne création littéraire de langue télougou de plus d'un siècle. Cette identification résiste mal à l'analyse, mais l'idée que Pampa puisse être en réalité un auteur de langue télougou ayant vécu au cœur de ce qui est aujourd'hui le Telangana séduit au point que le gouvernement de l'état demande officiellement en 2017 le statut de langue ancienne pour le télougou,.